# هفتم بزرگ

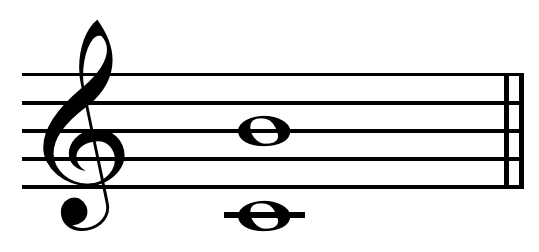
هفتم بزرگ از دو تا سی

هفتم بزرگ (انگلیسی: Major seventh) در موسیقی کلاسیک فرهنگ غربی، فاصله‌ای در موسیقی است که دربردارنده هفت نت روی خط حامل می‌شود. هفتم بزرگ یکی از دو حالت ممکن هفتم است و بزرگ خوانده می‌شود چراکه هفتم بزرگ یازده نیم‌پرده را پوشش می‌دهد و همتایش هفتم کوچک، ده نیم‌پرده را. برای نمونه فاصله دو (C) تا سی (B) یک هفتم بزرگ به‌حساب می‌آید چنان‌که سی، یازده نیم‌پرده بالاتر از دو قرار گرفته است و هفت نت میان دو تا سی وجود دارد. هفتم افزوده و هفتم کاسته نیز همین میزان نت را در خود جای می‌دهند با این تفاوت که تعداد نیم‌پرده‌های آن‌ها متفاوت است (هفتم افزوده ۱۲ نیم‌پرده و هفتم کاسته، ۹ نیم‌پرده دارد.) 